# Литовченко, Геннадий Владимирович
Генна́дий Влади́мирович Лито́вченко (укр. Геннадій Володимирович Литовченко; род. 11 сентября 1963, Днепродзержинск, Днепропетровская область) — советский и украинский футболист, полузащитник. Мастер спорта СССР (1982), Заслуженный мастер спорта СССР (1988).
Окончил Днепропетровский государственный институт физической культуры (1987).

## Карьера
Начинал играть в футбол во дворе, потом родители отвели в городскую СДЮСШ № 3. Первый тренер — Иван Михайлович Ерохин (занимался с 1-го по 6-й классы школы), поставил Литовченко удар.
С 1976 года занимался в группе подготовки команды «Днепр» в Днепропетровске у Игоря Леонтьевича Ветрогонова («Днепр-75»).
Дебютировал в основе днепропетровского «Днепра» в 1981 (вышел на замену в гостевой игре). Первый гол в высшей лиге забил в ворота «Кубани». Одновременно выступал в составе юношеской сборной СССР.

### Клубная
В 1983 вместе с командой стал чемпионом страны. В решающем матче последнего тура против «Спартака» был одним из лучших на поле — с его передач было забито 2 из 4 мячей «Днепра». В 1984 признан лучшим футболистом СССР (приз еженедельника «Футбол-Хоккей»). В 1987 завоевал серебряные медали чемпионата.
Четыре года был капитаном «Днепра», вокруг него и Олега Протасова строилась вся игра днепропетровцев в середине 80-х.
Как игрок уже в «Днепре» выделялся отличным видением поля, высокой культурой паса и поставленным ударом со средней и дальней дистанции.
В 1988 году перешёл вместе с Олегом Протасовым в «Динамо» Киев, полагая что перерос уровень «Днепра» и может играть на более высоком уровне (но при этом перед футболистами был поставлен ультиматум — или «Динамо», или армия). В первой же игре сезона 1988 предстояла игра против «Днепра», на которую игроков не выставили. Дебют за киевлян состоялся в следующей игре против донецкого «Шахтёра». В течение трёх сезонов стабильно был основным игроком команды, часто забивал, был одним из лидеров по голевым передачам.
Вместе с командой стал творцом «золотого дубля» в 1990 — стал чемпионом СССР (отыграл все матчи чемпионата) и обладателем Кубка СССР (автор одного из 6-ти голов киевлян в финале). Кроме того, по опросам газеты «Голос Украины» признан лучшим футболистом УССР.
В 1990 году, по протекции Олега Блохина, уехал играть в «Олимпиакос». Успешно выступал в греческом клубе на протяжении трёх лет. После отставки Блохина ещё некоторое время был в команде, но из-за лимита легионеров вынужден был покинуть «Олимпиакос». Кроме того, Литовченко (как и партнёры по клубу — Протасов и Савичев) покинул клуб, имея задолженность по зарплате (из-за финансовых махинаций агента).
Летом 1993 года вернулся на Украину, согласившись играть за клуб 2-й лиги «Борисполь», где тренерами были хорошо знакомые ему по киевскому «Динамо» Виктор Колотов и Анатолий Демьяненко.
1994 год начал уже в Австрии, в команде «Адмира Ваккер», с которой заключил годовой контракт. Однако полностью контракт не отработал, поскольку чувствовал, что старые травмы (проблемы с тазобедренным суставом и спиной) не позволяют играть на высоком уровне. Некоторое время лечился, потом уехал отдыхать в Грецию. Во время товарищеской игры с соотечественниками был замечен представителями кипрского клуба АЕЛ (Лимасол), которые уговорили его продолжить карьеру. Сыграв 7 игр, Литовченко вернулся на Украину.
Спустя некоторое время к нему обратился Леонид Буряк и уговорил поиграть за «Черноморец» из Одессы. Отыграв второй круг сезона 1995/96, завершил карьеру игрока.

### В сборных

#### СССР
За сборную СССР сыграл 57 матчей, забил 14 голов. За олимпийскую сборную СССР сыграл 2 матча. Также за сборную СССР сыграл в 2 неофициальных матчах, забил 1 гол.
В числе своих лучших игр называет матчи Евро-88, где сборная дошла до финала и имела шансы на итоговую победу. Самая запоминающаяся игра — полуфинал против Италии, выигранный сборной со счётом 2:0, где Литовченко забил один из голов.
После ухода в 1990 году из сборной СССР Лобановского, завершил выступления за команду.

#### Украина
За сборную Украины сыграл 4 матча.
Дебютировал 16 октября 1993 года в товарищеском матче со сборной США (2:1). В перерыве матча был заменён Юрием Букелем.
Свой последний матч за сборную Украины провёл 13 ноября 1994 года против сборной Эстонии (3:0). Это был матч 4-й группы отборочного турнира X чемпионата Европы (1996). На поле вывел команду с капитанской повязкой.
| Матчи в составе сборной Украины по футболу | Матчи в составе сборной Украины по футболу | Матчи в составе сборной Украины по футболу | Матчи в составе сборной Украины по футболу | Матчи в составе сборной Украины по футболу | Матчи в составе сборной Украины по футболу | Матчи в составе сборной Украины по футболу | Матчи в составе сборной Украины по футболу | Матчи в составе сборной Украины по футболу | Матчи в составе сборной Украины по футболу | Матчи в составе сборной Украины по футболу | Матчи в составе сборной Украины по футболу | Матчи в составе сборной Украины по футболу |
| N                                          | №                                          | Дата                                       | Место                                      | Турнир                                     | Соперник                                   | Счёт                                       | Голы                                       | Минуты                                     | Замены                                     | Наказания                                  | Клуб                                       | Примечание                                 |
| ------------------------------------------ | ------------------------------------------ | ------------------------------------------ | ------------------------------------------ | ------------------------------------------ | ------------------------------------------ | ------------------------------------------ | ------------------------------------------ | ------------------------------------------ | ------------------------------------------ | ------------------------------------------ | ------------------------------------------ | ------------------------------------------ |
| 1                                          | 8                                          | 16.10.1993                                 | США, Хай-Пойнт, «Симеон Стэдиум»           | Товарищеский матч                          | США                                        | 2 : 1                                      |                                            | 45                                         | 46'                                        |                                            | «Борисфен» (Борисполь)                     |                                            |
| 2                                          | 9                                          | 20.10.1993                                 | Мексика, Сан-Диего, «Джек Мерфи»           | Товарищеский матч                          | Мексика                                    | 1 : 2                                      |                                            | 69                                         | 70'                                        |                                            | «Борисфен» (Борисполь)                     |                                            |
| 3                                          | 10                                         | 23.10.1993                                 | США, Бетлехем, «Гудман Стэдиум»            | Товарищеский матч                          | США                                        | 1 : 0                                      |                                            | 84                                         | 85'                                        |                                            | «Борисфен» (Борисполь)                     |                                            |
| 4                                          | 19                                         | 13.11.1994                                 | Украина, Киев, «Республиканский»           | Отборочный турнир чемпионата Европы 1996   | Эстония                                    | 3 : 0                                      |                                            | 90                                         |                                            |                                            | «Адмира-Ваккер» (Мёдлинг)                  | Капитан команды                            |
| Итого:                                     | Итого:                                     | Итого:                                     | 4 игры; +3 =0 −1; голы 7:3 (+4)            | 4 игры; +3 =0 −1; голы 7:3 (+4)            | 4 игры; +3 =0 −1; голы 7:3 (+4)            | 4 игры; +3 =0 −1; голы 7:3 (+4)            |                                            | 288 мин.                                   | 288 мин.                                   |                                            |                                            |                                            |

### Тренерская
С 1996 года — тренер. Сначала два года помогал Владимиру Бессонову в ЦСКА (Киев), в 1998—2000 Олегу Тарану в «Кривбассе». В 2000 (с сентября) — 2001 — главный тренер «Кривбасса». После очень тяжело заболел (сильное раздражение по коже, сыпь), полтора года лечился в Киеве.
Затем принял приглашение киевского «Динамо». Работал с детьми, отвечал за тренировочный процесс, вёл воспитательную работу.

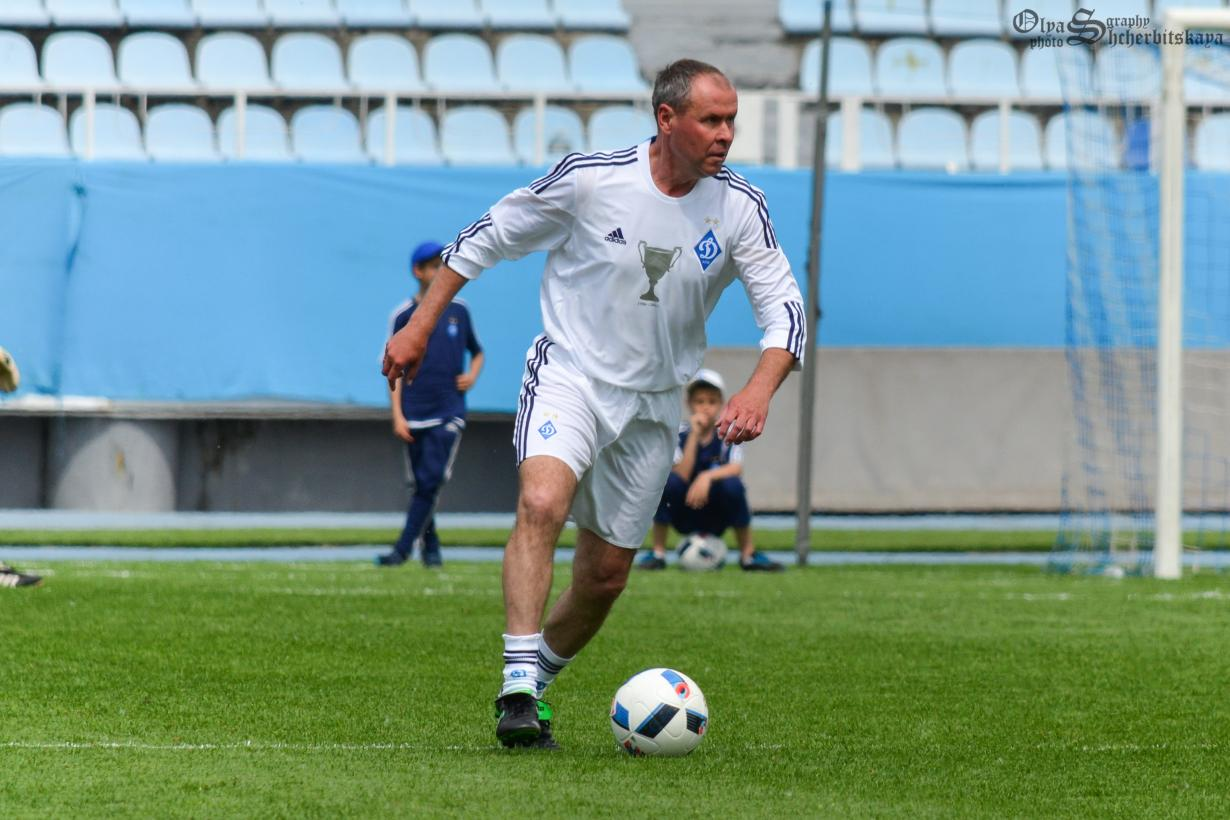
Геннадий Литовченко в 2016 году

В июле 2003 по приглашению вице-президента «Металлиста» Виталия Богдановича Данилова стал работать главным тренером в команде.
В начале 2005 ушёл в харьковский «Арсенал». Под руководством Литовченко клуб пробился в сезоне 2004/05 в высший украинский дивизион (с сезона 2005/06 клуб стал именоваться ФК «Харьков»). В июне 2006 покинул команду.
Главный тренер «Динамо-2» (Киев) с декабря 2006 года. В августе 2010 года вошёл в тренерский штаб сборной Украины. 
В 2012 году входил в тренерский штаб Олега Тарана, возглавлявшего «Кривбасс». С января 2013 года — помощник Юрия Калитвинцева в нижегородской «Волге». 
В июне 2016 года стал помощником Калитвинцева в московском «Динамо», 7 октября 2017 года покинул клуб вместе с ним.

## Достижения

### В качестве игрока
«Днепр»
- Чемпион СССР: 1983
- Серебряный призёр Чемпионата СССР: 1987
- Бронзовый призёр Чемпионата СССР (2): 1984, 1985
- Обладатель Кубка Федерации футбола СССР: 1986

«Динамо» (Киев)
- Чемпион СССР: 1990
- Серебряный призёр чемпионата СССР: 1988
- Бронзовый призёр чемпионата СССР: 1989
- Обладатель Кубка СССР: 1990

«Олимпиакос»
- Серебряный призёр чемпионата Греции (2): 1991, 1992
- Бронзовый призёр чемпионата Греции: 1993
- Обладатель Кубка Греции: 1992

Сборная СССР
- Вице-чемпион Европы: 1988

### Личные
- Футболист года на Украине: 1984
- Лучший футболист СССР (по результатам опроса еженедельника «Футбол»): 1984
- В списках 33 лучших футболистов сезона в СССР (7): № 1 — 1984, 1988, 1989; № 2 — 1985, 1987, 1990; № 3 — 1983
- Член клуба Олега Блохина: (112 голов)[14]
- Член клуба Григория Федотова («Футбол») (109 голов)
- Награждён орденом «За заслуги» III степени (2004)[15] и II степени (2006)[16]

## Клубная карьера
| Клуб             | Сезон            | Чемпионат | Чемпионат | Кубок | Кубок | Еврокубки | Еврокубки | Всего | Всего |
| Клуб             | Сезон            | Матчи     | Голы      | Матчи | Голы  | Матчи     | Голы      | Матчи | Голы  |
| ---------------- | ---------------- | --------- | --------- | ----- | ----- | --------- | --------- | ----- | ----- |
| Днепр (Дн)       | 1981             | 17        | 2         | 0     | 0     | -         | -         | 17    | 2     |
| Днепр (Дн)       | 1982             | 23        | 3         | 3     | 0     | -         | -         | 26    | 3     |
| Днепр (Дн)       | 1983             | 24        | 5         | 3     | 1     | -         | -         | 27    | 6     |
| Днепр (Дн)       | 1984             | 33        | 7         | 4     | 2     | 5         | 3         | 42    | 12    |
| Днепр (Дн)       | 1985             | 34        | 7         | 1     | 1     | 6         | 2         | 41    | 10    |
| Днепр (Дн)       | 1986             | 24        | 6         | 2     | 1     | 2         | 0         | 28    | 7     |
| Днепр (Дн)       | 1987             | 28        | 6         | 4     | 3     | -         | -         | 32    | 9     |
| Динамо (К)       | 1988             | 29        | 7         | 6     | 1     | 0         | 0         | 35    | 8     |
| Динамо (К)       | 1989             | 29        | 7         | 7     | 1     | 6         | 1         | 42    | 9     |
| Динамо (К)       | 1990             | 24        | 6         | 2     | 1     | 4         | 3         | 30    | 10    |
| Олимпиакос       | 1990/91          | 24        | 1         | ?     | 0     | 0         | 0         | ?     | ?     |
| Олимпиакос       | 1991/92          | 30        | 6         | ?     | ?     | 0         | 0         | ?     | ?     |
| Олимпиакос       | 1992/93          | 27        | 2         | ?     | ?     | 5         | 1         | ?     | ?     |
| Борисполь        | 1993/94          | 17        | 3         | 2     | 0     | -         | -         | 19    | 3     |
| Адмира Ваккер    | 1993/94          | 10        | 1         | 3     | 1     | -         | -         | 13    | 2     |
| Адмира Ваккер    | 1994/95          | 9         | 2         | 0     | 0     | 6         | 1         | 15    | 3     |
| АЕЛ (Лимасол)    | 1994/95          | 7         | 0         | ?     | ?     | ?         | ?         | ?     | ?     |
| Черноморец (Од)  | 1995/96          | 10        | 1         | 1     | 0     | 0         | 0         | 11    | 1     |
| Всего за карьеру | Всего за карьеру | 399       | 72        | ?     | ?     | ?         | ?         | ?     | ?     |

## Семья
Жена Ольга, в прошлом гимнастка, победительница Кубка мира по художественной гимнастике. Родилась в Запорожье. Свадьбу сыграли в середине восьмидесятых, после чего Ольга досрочно завершила спортивную карьеру.
Старшая дочь Виктория Литовченко занималась теннисом на профессиональном уровне, была серебряным призёром чемпионата Украины. Из-за травмы спины досрочно завершила спортивную карьеру.
Младшая дочь Анастасия (родилась в Греции, 29 сентября 1991), также профессиональная теннисистка.
Родители — рабочие завода в Днепродзержинске. Есть старшая сестра, которая дослужилась до подполковника милиции.
Любимое хобби — рыбалка.
Литовченко — верующий человек, православный. Имеет церковный орден УПЦ (МП) «За заслуги перед церковью».